# Балирос
Балиро́с (фр. Baliros) — коммуна во Франции, находится в регионе Аквитания. Департамент — Атлантические Пиренеи. Входит в состав кантона Узом, Гав и Рив-дю-Не. Округ коммуны — По.
Код INSEE коммуны — 64091.

## География

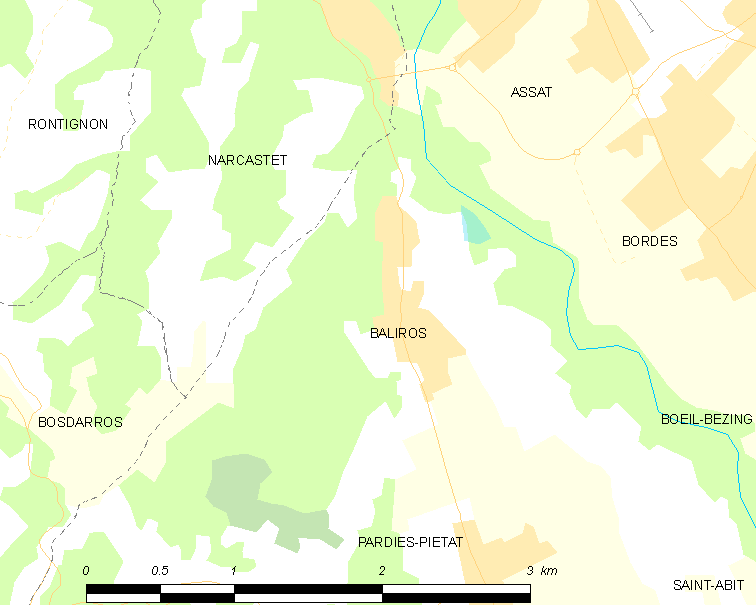
Карта коммуны

Коммуна расположена приблизительно в 660 км к югу от Парижа, в 185 км южнее Бордо, в 10 км к юго-востоку от По.
На северо-востоке коммуны протекает река Гав-де-По.

### Климат
Климат тёплый океанический. Зима мягкая, средняя температура января — от +5°С до +13°С, температуры ниже −10 °C бывают редко. Снег выпадает около 15 дней в году с ноября по апрель. Максимальная температура летом порядка 20-30 °C, выше 35 °C бывает очень редко. Количество осадков высокое, порядка 1100 мм в год. Характерна безветренная погода, сильные ветры очень редки.

## Население
Население коммуны на 2010 год составляло 367 человек.
| 1962 | 1968 | 1975 | 1982 | 1990 | 1999 | 2010 |
| ---- | ---- | ---- | ---- | ---- | ---- | ---- |
| 194  | 268  | 342  | 335  | 365  | 376  | 367  |

## Администрация
| Период | Период | Фамилия        | Партия                  | Примечания |
| ------ | ------ | -------------- | ----------------------- | ---------- |
| 1995   | 2008   | Жан-Клод Дюпра | Социалистическая партия |            |
| 2008   | 2014   | Жак Робер      |                         |            |
| 2014   | 2020   | Жан-Клод Урк   |                         |            |

## Экономика
В 2010 году среди 224 человек трудоспособного возраста (15-64 лет) 173 были экономически активными, 51 — неактивными (показатель активности — 77,2 %, в 1999 году было 73,9 %). Из 173 активных жителей работали 160 человек (84 мужчины и 76 женщин), безработных было 13 (7 мужчин и 6 женщин). Среди 51 неактивных 8 человек были учениками или студентами, 24 — пенсионерами, 19 были неактивными по другим причинам.

## Достопримечательности
- Церковь Св. Петра (XVII век)[4]

## Фотогалерея

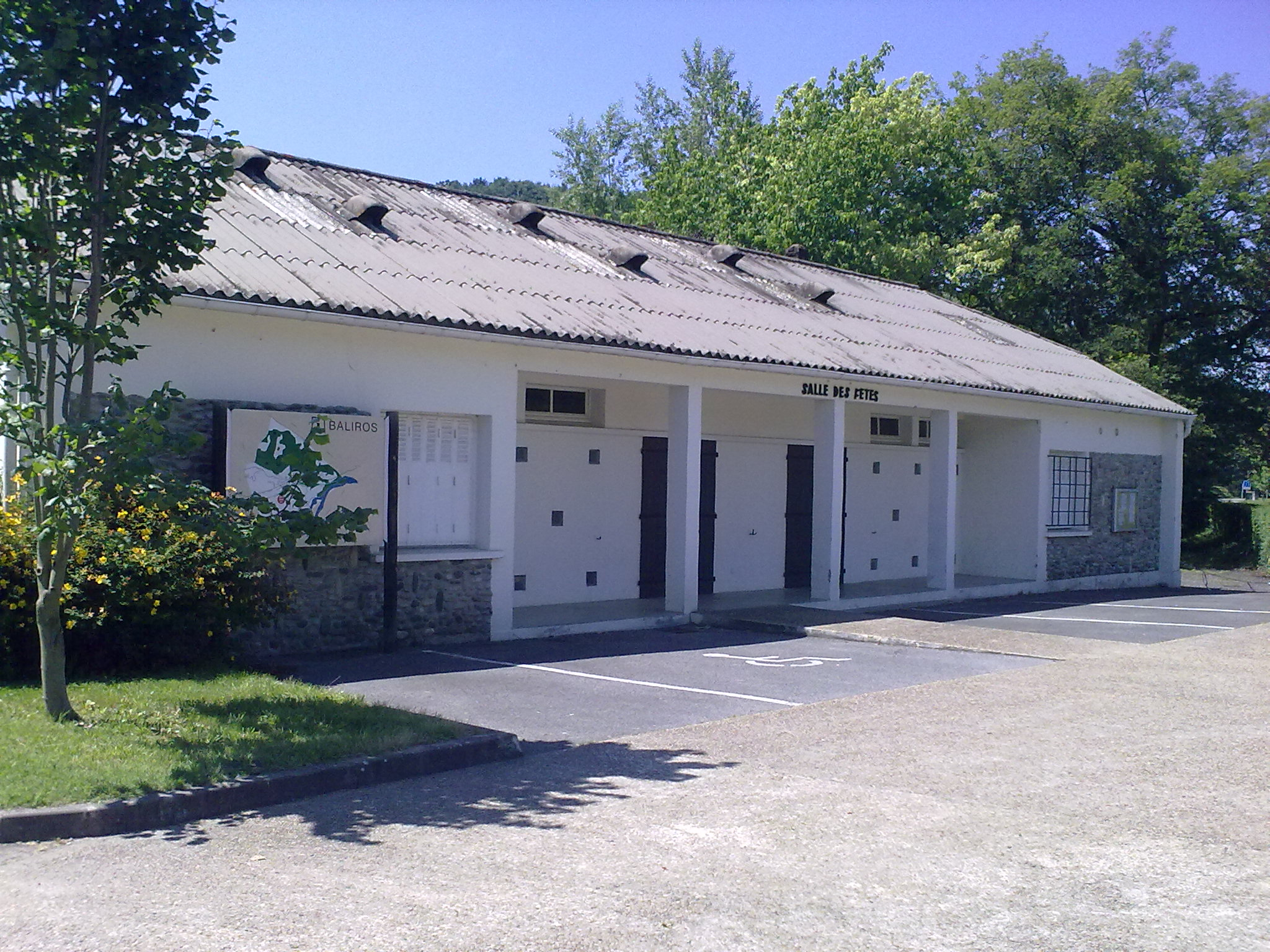
Зал
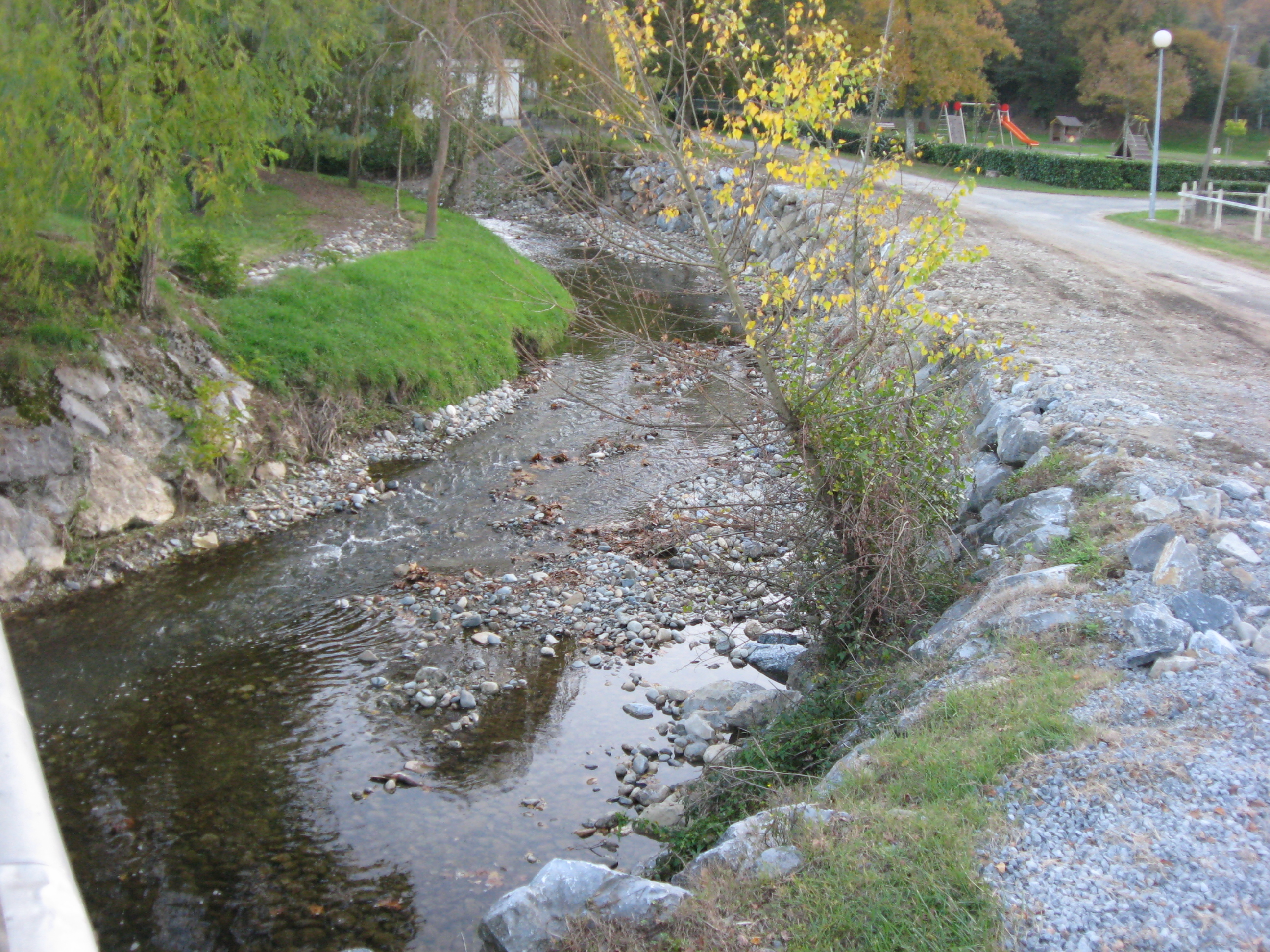
Река Люс
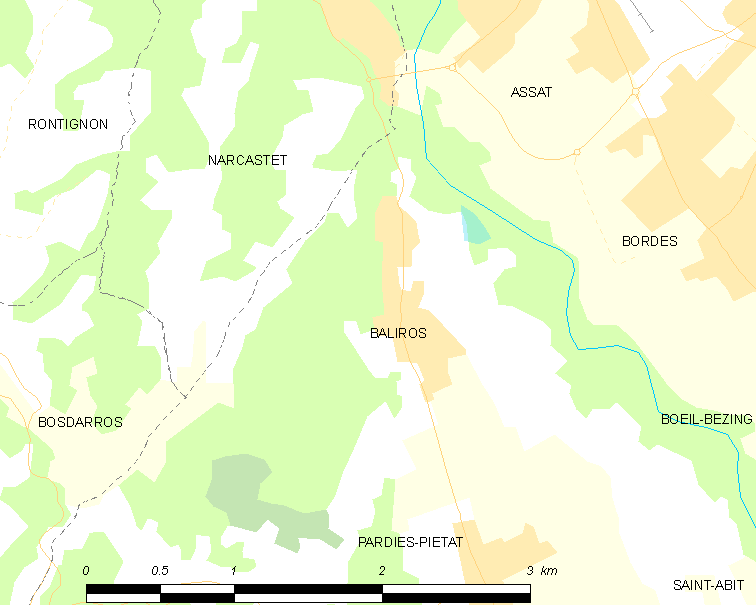
Карта коммуны